# Караев, Кара Абульфаз оглы
Кара́ Абульфа́з оглы́ Кара́ев (азерб. Qara Əbülfəz oğlu Qarayev; 5 февраля 1918[…], Баку, Бакинский уезд — 13 мая 1982, Москва[…]) — советский композитор, педагог, общественный деятель. Герой Социалистического Труда (1978), народный артист СССР (1959), академик АН Азербайджанской ССР. Лауреат Ленинской премии (1967), двух Сталинских премий второй степени (1946, 1948) и Государственной премии Азербайджанской ССР (1965).
Автор трёх опер, трёх балетов и трёх симфоний, а также многочисленных произведений программной, камерной, инструментальной музыки, музыки к спектаклям и кинофильмам.

## Биография
Родился 5 февраля 1918 года в Баку, в семье врача-педиатра Абульфаза Караева и поэтессы Соны Ахундовой-Гараевой.
После окончания начальной музыкальной школы обучался игре на фортепиано на рабфаке Бакинской консерватории (класс фортепиано Г. Г. Шароева) (1930—1935), с 1935 года учился в той же консерватории по классам композиции у Л. М. Рудольфа и основам народной музыки — у У. Гаджибекова. К этому времени относятся его первые композиторские опыты, в которых заметно сильное влияние азербайджанского народного искусства.
В 1937 году, во время обучения, принял участие в фольклорной экспедиции Научно-исследовательского музыкального кабинета, где изучал и записывал песни ашугов и мугамы. Через год поступил в Московскую консерваторию им. П. И. Чайковского, где совершенствовал мастерство у А. Н. Александрова (композиция) и С. Н. Василенко (инструментовка). Занятия были прерваны войной. В этот период возвратился в Баку и стал художественным руководителем Азербайджанской филармонии. Занятия в консерватории возобновились в 1943 году. В 1946 году окончил Московскую консерваторию (класс композиции Д. Д. Шостаковича). Дипломной работой стала Вторая симфония, в которой ярко проявился индивидуальный талант композитора.
С 1946 года преподавал в Бакинской консерватории (в 1949—1952 годах — ректор, с 1959 — профессор). Среди учеников — его сын Фарадж, Ариф Мирзоев, Рауф Гаджиев, Ариф Меликов, Хаям Мирзазаде, Васиф Адигёзалов, Тофик Бакиханов, Владимир Шаинский, Октай Зульфугаров, Франгиз Ализаде, Мамед Кулиев, Севда Ибрагимова, Полад Бюльбюль-оглы, Азер Дадашов.
Композиторскую деятельность совмещал с активным участием в музыкальной жизни Азербайджана: был художественным руководителем Бакинской филармонии (1941—1942), заведующим сектором музыки Института искусств АН Азербайджанской ССР (1948—1949).
В 1937 году стал членом Союза композиторов Азербайджанской ССР. С 1953 года — председатель, первый секретарь СК Азербайджанской ССР, с 1962 — секретарь правления Союза композиторов СССР. Член Союза кинематографистов СССР (с 1957).
Член ВКП(б) с 1949 года. Член ЦК КП Азербайджской ССР (с 1960). Депутат Верховного Совета СССР 5—10-го созывов и депутат Верховного Совета Азербайджанской ССР 4-го созыва. Академик Академии наук Азербайджанской ССР (с 1959 года). Член президиума республиканского Комитета защиты мира.
Умер 13 мая 1982 года в Москве. Похоронен на Аллее почётного захоронения в Баку.

## Творчество
Творческое наследие композитора охватывает практически все жанры музыкального искусства. Стиль отличается эмоциональностью и сочетанием драматичности и тонкого лиризма. Одним из самых примечательных произведений студенческого периода являлась фортепианная пьеса «Царскосельская статуя», написанная под впечатлением стихов А. С. Пушкина. Другим произведением, созданным в годы студенчества, стала «Песня счастья», написанная для фортепиано и симфонического оркестра. Она была посвящена 20-летию Октябрьской революции. Во время учёбы в Москве вместе с Джовдетом Гаджиевым работал над оперой «Ветен».
Одной из важных сфер творчества композитора является музыка, написанная к фильмам и театральным постановкам. Он начал писать такую музыку в 1950-м году, и с этого времени она стала особой сферой его композиторского искусства. В Азербайджане жанр «музыка к кинофильмам» возник во многом благодаря именно ему и успешно развивался.
Уже в произведениях, относящихся к 1930—1940 годам, закладывается будущая характерная особенность творческого почерка композитора — оригинальные формы синтеза фольклора и профессионального исполнительского искусства, благодаря чему в интонационную атмосферу современности вплетался богатый опыт народной музыки.
Ряд сочинений конца 1940-х — начала 1950-х годов испытывает влияние поэта Низами Гянджеви — симфоническая поэма «Лейли и Меджнун», симфоническая сюита «Семь красавиц», балет на одноимённую тему, ставший вершиной творчества композитора. Заслуживает внимание произведение «Осень», написанное на стихи Низами Гянджеви для хора и капеллы. Также под влиянием поэта обработал для голоса и оркестра три теснифа на стихи Низами («Лейли», «Ширин», «Сарандж»).
В 1960—1970-х годах, присутствуя на премьерах своих балетов, побывал в нескольких зарубежных странах. В 1961 году в связи с исполнением Второй сюиты из балета «Тропою грома» участвовал в Первом Международном фестивале современной музыки в Лос-Анджелесе. В 1963 году Ленинградский Малый Оперный театр с постановкой «Семи красавиц» находился на гастролях в Каире, в связи с чем композитор побывал с визитом в АРЕ. В 1964 году принял участие в фестивале современной музыки «Варшавская осень». В 1966 году был избран председателем жюри Второго общесоюзного конкурса дирижёров и в составе делегации мастеров советской культуры и искусства побывал в Испании. В 1969 году, в составе этой же делегации, посетил Японию. В том же году принял участие во всемирном фестивале танца, состоявшемся в Париже. На нём был представлен балет «Семь красавиц» и балетная постановка на музыку симфонической поэмы «Лейли и Меджнун». В 1973 году избирался членом жюри V Международного музыкального конкурса имени П. Чайковского, участвовал в международном конгрессе по вопросам модальной музыки в Турции.
Экспрессивный, романтически-эмоциональный, красочный стиль композитора тесно связан с принципами народной музыки. Её влияние заметно даже в поздний период его творчества, когда он обратился к более рациональной технике сочинения и экспериментировал с додекафонией (Третья симфония, Скрипичный концерт).
Автор ряда критических статей, некоторые из которых были опубликованы в Баку в 1988 году.

## Основные произведения
Оперы
- «Айна» (совместно с Д. Гаджиевым, 1941)
- «Родина» (Vətən, совместно с Д. Гаджиевым, 1945)
- «Нежность» (монодрама по пьесе А. Барбюса, для женского голоса и камерного оркестра, 1972).

Балеты
- «Семь красавиц» (Yeddi Gözəl, 1952)
- «Тропою грома» (İldırımlı yollarla, 1958)
- «Лейли и Меджнун» (Leyli və Məcnun, 1958).

Музыкальная комедия (оперетта)
- «Неистовый гасконец» (по произведениям Э. Ростана, 1973).

Вокально-симфонические сочинения
- «Песня сердца», кантата (сл. Р. Рзы, 1938)
- «Песня счастья», кантата (сл. М. Ражма, 1947)
- Три ноктюрна для голоса и джазового оркестра (1958)
- «Партия наша», кантата (сл. С. Вургуна, 1959)
- «Знаменосец эпохи», кантата (сл. С. Вургуна, 1959)
- «Ленин», оратория-плакат (сл. Р. Рзы, 1970)
- «Гимн дружбы» (сл. Р. Рзы, 1972).

Камерные вокальные сочинения
- Шесть обработок азербайджанских народных песен (1937)
- Шесть рубаи на стихи О. Хайяма для голоса и фортепиано (1946)
- Романсы на стихи А. Пушкина («На холмах Грузии», «Я вас любил») для голоса и фортепиано (1949)
- Пионерская песня о мире (сл. З. Джаббарзаде, 1951)
- Песня нефтяников моря (сл. М. Светлова, 1953).

Оркестровые сочинения
- «Поэма радости» для фортепиано с оркестром (1937)
- Азербайджанская сюита (1939)
- Пассакалия и тройная фуга (1941)
- Три симфонии («Памяти героев Великой Отечественной войны» 1943, 1946, 1965)
- «Лейли и Меджнун», симфоническая поэма (1947)
- Приветственный марш с фанфарами (1948)
- Симфоническая сюита из балета «Семь красавиц» (1949)
- Албанская рапсодия (1952)
- Хореографические картинки (1953)
- Сюита из музыки к фильму «Повесть о нефтяниках Каспия» (1953)
- Сюита из музыки к фильму «Вьетнам» (1955)
- «Дон Кихот», симфонические гравюры (1960)
- Три сюиты из музыки к фильму «Покорители моря» (1964)
- Классическая сюита для камерного оркестра (1966)
- Две сюиты из балета «Тропою грома» (1967)
- Концерт для скрипки с оркестром (1967).

Камерные сочинения
- «Царскосельская статуя», фортепианная картина (1937)
- Траурная прелюдия (1937)
- Трёхголосная фуга (1939)
- Три тэснифа для голоса с оркестром (1939)
- Азербайджанская рапсодия (1940)
- Фуга для струнного квартета (1940)
- Два струнных квартета (1942, 1947)
- Квартеттино для струнного квартета (1942)
- Соната для скрипки и фортепиано (1960)
- Две сонатины для фортепиано (1940, 1943)
- Цикл «24 прелюдии» для фортепиано (1951—1963)
- Двенадцать детских пьес (6-1950, 6-1966)

Сочинения для духового оркестра
- Спортивная сюита (1938)
- Азербайджанский марш (1943)
- Марш бакинских нефтяников (1951).

Сочинения для оркестра азербайджанских народных инструментов
- Ашугский марш (1944).

Сочинения для эстрадного оркестра
- «Танец» (1957)
- «Нергиз-песня» (1957)
- Три ноктюрна для голоса и джаз-оркестра (сл. Л. Хьюза, 1958).

Сочинения для хора без сопровождения
- «Колыбельная» (1939)
- «Осень» (сл. Н. Гянджеви, 1947)

Музыка к спектаклям драматических театров
- 1942 — «Мирза Хаял» М. Джалала
- 1947 — «Победители» Б. Ф. Чирскова
- 1949 — «Отелло» У. Шекспира
- 1949 — «Учитель танцев» Л. де Веги
- 1955 — «Зимняя сказка» У. Шекспира
- 1955 — «Оптимистическая трагедия» В. В. Вишневского
- 1956 — «Чудак» Н. Хикмета
- 1958 — «Бег» М. А. Булгакова
- 1959 — «Дамоклов меч» Н. Хикмета
- 1959 — «Маскарад» М. Ю. Лермонтова
- 1962 — «Бунт женщин» Н. Хикмета и В. Г. Комиссаржевского
- 1964 — «Антоний и Клеопатра» У. Шекспира
- 1966 — «Человек бросает якорь» И. А. Касумова
- 1966 — «Мертвецы» Д. Г. Мамедкулизаде
- 1968 — «Жизнь Сент-Экзюпери» Л. А. Малюгина
- 1968 — «Гамлет» У. Шекспира
- 1969 — «Генрих IV» У. Шекспира
- 1970 — «Артём» А. А. Хазина
- 1972 — «Женщина за зеленой дверью» Р. М. Ибрагимбекова.

### Фильмография
- 1937 — «Одна из одиннадцати» (документальный)
- 1943 — «Одна семья»
- 1944 — «Каспийцы» (документальный)
- 1948 — «Вечерний концерт» (документальный)
- 1950 — «Огни Баку»
- 1950 — «Мингечевир» (документальный)
- 1953 — «Повесть о нефтяниках Каспия» (документальный)
- 1955 — «Вьетнам»
- 1956 — «Урок истории»
- 1957 — «Двое из одного квартала»
- 1957 — «Дон Кихот»
- 1958 — «Её большое сердце»
- 1959 — «На дальних берегах»
- 1959 — «Золотой эшелон»
- 1959 — «Настоящий друг»
- 1959 — «Покорители моря» (документальный)
- 1960 — «Маттео Фальконе»
- 1961 — «Лейли и Меджнун» («Сказание о любви»)
- 1965 — «Великая Отечественная»
- 1967 — «Гренада, Гренада, Гренада моя…»
- 1967 — «Человек бросает якорь»
- 1968 — «Это голос правды. Композитор К. Караев» (документальный)
- 1968 — «Третья симфония» (фильм-концерт)
- 1971 — «Гойя, или Тяжкий путь познания»
- 1972 — «Правда о республике» (документальный)
- 1974 — «Гимн дружбы» (документальный)
- 1975 — «Легенды мира»
- 1978 — «Кара Караев — 60» (документальный)
- 1979 — «Композитор Кара Караев. Опус — 78» (документальный)
- 1982 — «Низами»
- 1982 — «Семь красавиц» (фильм-балет) (режиссёр — Феликс Слидовкер, оператор — Александр Тафель)
- 2003 — «Кара Караев» (документальный).

## Звания и награды

Таир Салахов. «Портрет композитора Кара Караева», 1960

- Герой Социалистического Труда (03.02.1978)
- Заслуженный деятель искусств Азербайджанской ССР (30.04.1955)
- Народный артист Азербайджанской ССР (26.04.1958)
- Народный артист СССР (09.06.1959)
- Ленинская премия (1967) — за балет «Тропою грома»
- Сталинская премия второй степени (1946) — за оперу «Вэтэн» («Родина»)
- Сталинская премия второй степени (1948) — за симфоническую поэму «Лейли и Меджнун»
- Государственная премия Азербайджанской ССР имени Мирзы Фатали Ахундова (28.04.1965) — за музыку к спектаклю «Антоний и Клеопатра»
- Два ордена Ленина (27.10.1967, 03.02.1978)
- Орден Октябрьской Революции (02.07.1971)
- Орден Трудового Красного Знамени (15.09.1961)
- Медаль «За оборону Кавказа» (1944)
- Медаль «За доблестный труд в Великой Отечественной войне 1941—1945 гг.» (1946)
- Медаль «В ознаменование 100-летия со дня рождения Владимира Ильича Ленина» (1970)
- Почётная грамота Президиума Верховного Совета Азербайджанской ССР (19.04.1972)[12]

## Увековечение памяти Кара Караева
- Именем Кара Караева названы:
  - Станция метро в Баку.
  - Проспект в Баку.
  - Улица в Имишли.
  - Детская музыкальная школа № 75 в Москве.
  - Детская музыкальная школа № 8 в Баку.
  - Паром Азербайджанского каспийского морского пароходства.
- В Баку, в парке рядом с кинотеатром «Низами» установлен памятник композитору (скульптор — Фазиль Наджафов).
- В Баку, на стене дома, в котором жил композитор (проспект Бюль-бюля, 21), установлена мемориальная доска.
- 20 июня 2014 года в Москве в Трёхпрудном переулке, 11/13, в доме, где с 1973 по 1982 год жил Кара Караев, была открыта мемориальная доска[13] (авторы — скульптор Г. Хагверди и архитектор П. Козлов)
- 1 октября 2014 года состоялось открытие Дома-музея Кара Караева.

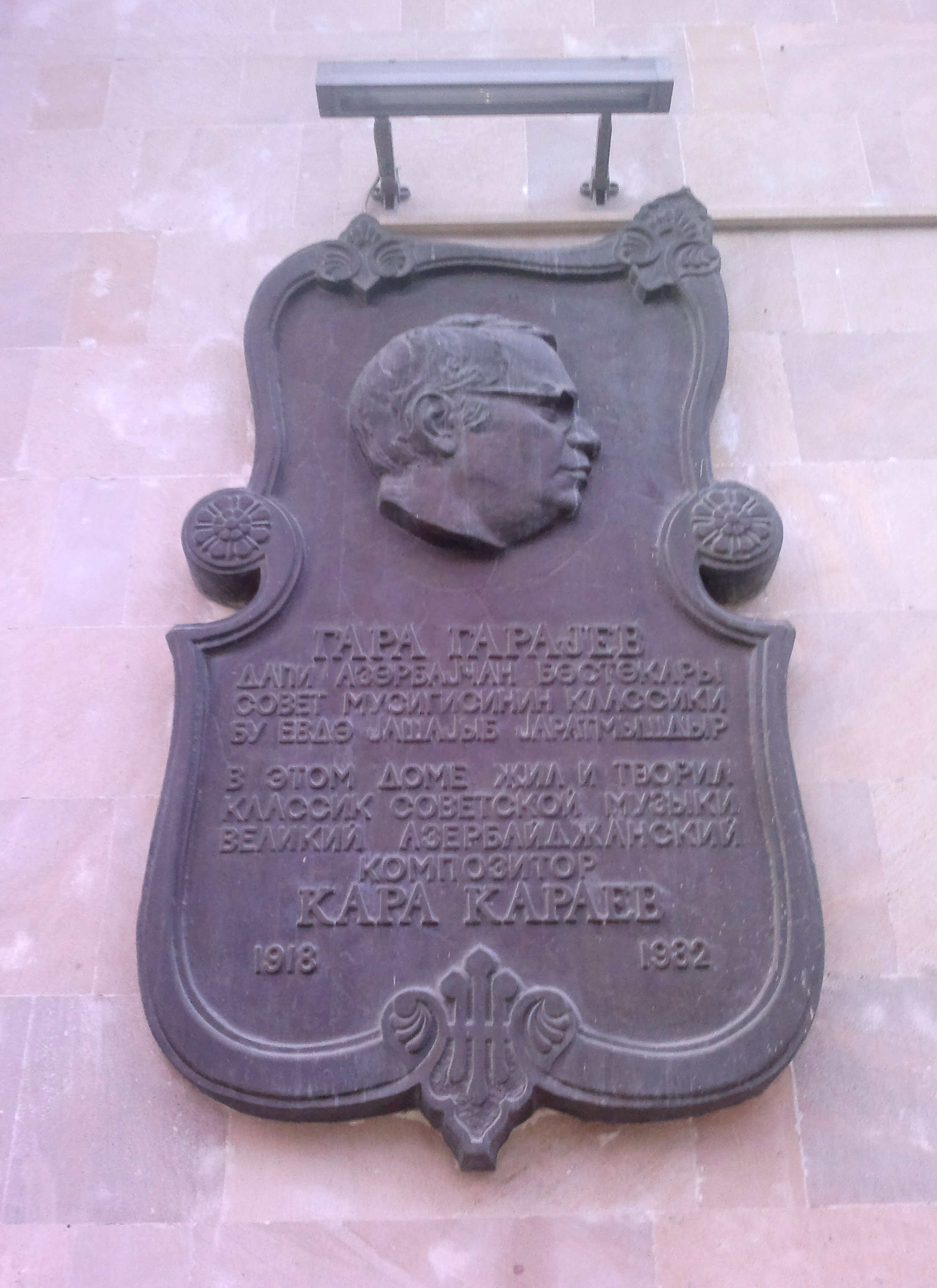
Мемориальная доска на стене дома в Баку, в котором жил Кара Караев
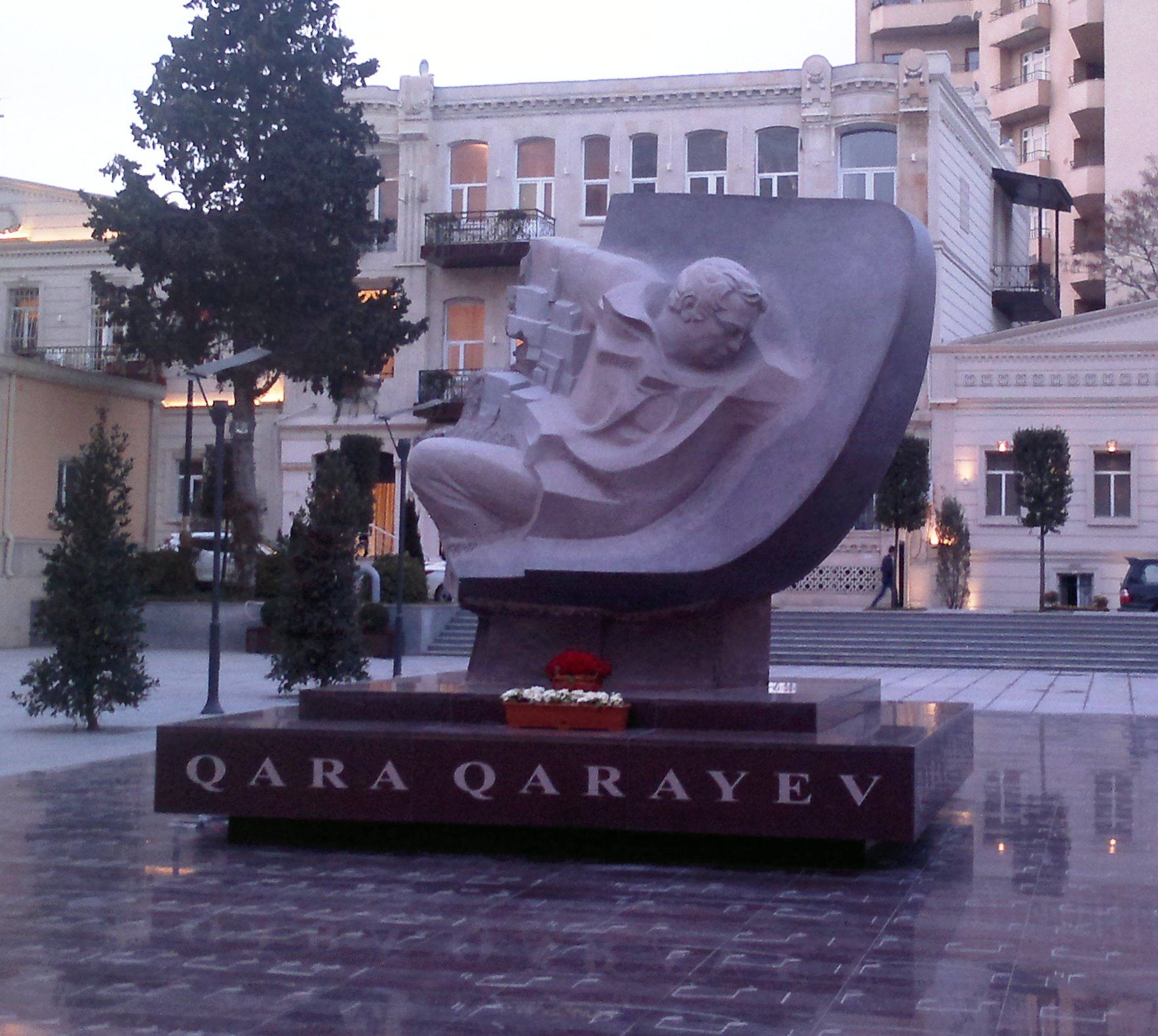
Памятник Кара Караеву в Баку. Скульптор Ф. Наджафов
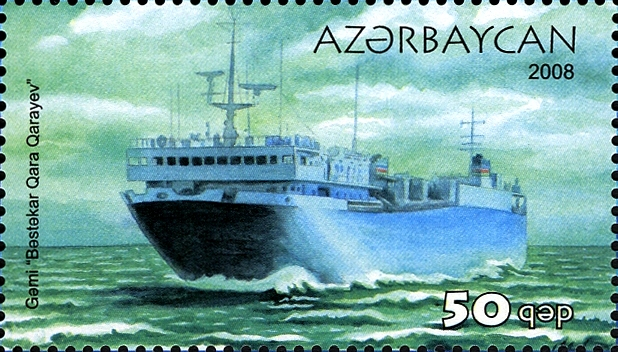
Балкер «Композитор Кара Караев» на почтовой марке Азербайджана 2008 года
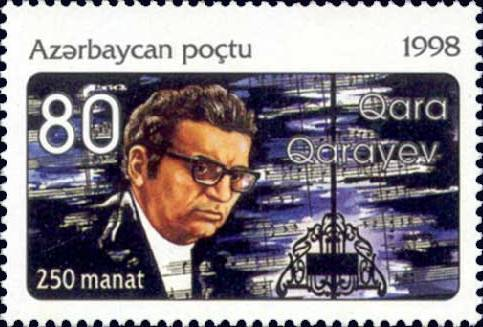
Почтовая марка Азербайджана, посвящённая 80-летию Кара Караева